# L-arabinitolo 4-deidrogenasi
La L-arabinitolo 4-deidrogenasi è un enzima appartenente alla classe delle ossidoreduttasi, che catalizza la seguente reazione:
L-arabinitolo + NAD+ ⇄ L-xilulosio + NADH + H+